# 선명여자고등학교
선명여자고등학교(善明女子高等學校)는 대한민국 경상남도 진주시 평거동에 있는 사립 고등학교이다.

## 학교 연혁
- 1966년 1월 17일 : 학교법인 선명학원 선명여자상업고등학교 설립인가 각 학년 2학급, 전학년 6학급 초대 강상찬 이사장 취임
- 1966년 3월 1일 : 선명여자 상업고등학교 개교, 초대 강명찬 교장 취임
- 1970년 12월 23일 : 야간부 증설 인가, 각 학년 1학급, 전학년 3학급
- 1973년 12월 29일 : 주간 각 학년 10학급 증설인가, 전학년 30학급
- 1980년 2월 20일 : 산업체 특별학급 각 학년 1학급 모집 승인, 전학년 3학급
- 1995년 1월 23일 : 망경동에서 평거동 신축교사로 이전
- 1995년 11월 25일 : 경해관(체육관) 개관
- 1996년 7월 23일 : 사무자동화과 주간 1학급, 정보처리과 주간 2학급 증설인가, 야간 1학년 5학급 폐지, 산업체특별학급 전학년 폐지
- 1997년 10월 30일 : 선명여자고등학교로 학교명칭변경 인가
- 1998년 6월 2일 : 별관(신관) 신축
- 2007년 5월 1일 : 학교법인 경해학원으로 명칭변경 인가
- 2011년 1월 : 급식소 완공
- 2014년 9월 1일 : 제5대 강경종 이사장 취임
- 2015년 7월 8일 : 학과개편 인가(금융회계과, 경영정보과, 외식조리과)
- 2020년 6월 5일 : 학과재구조화 인가(금융회계과, 창업마케팅과, 경영정보과, 외식조리과)
- 2021년 3월 1일 : 제15대 김석환 교장 취임
- 2023년 2월 8일 : 제55회 졸업식 거행(졸업생 누계 29,148명)
- 2023년 3월 2일 : 2023학년도 신입생 입학(153명)

## 설치 학과
- 경영정보과
- 창업마케팅과
- 외식조리과
- 금융회계과
- 베이커리카페과

## 참고 자료
- 선명여자고등학교 - 한국교육학술정보원 학교알리미